# Університет штату Південна Дакота
Університет штату Південна Дакота (англ. South Dakota State University) — державний університет у Брукінгзі, Південна Дакота. В університеті навчаються близько 12 816 студентів. Він був заснований у 1881 році. Найбільший навчальний заклад штату
Університет був заснований як Сільськогосподарський коледж Дакоти. У 1904 році він був перейменований у Державний коледж сільського господарства і механіки Південної Дакоти, отримав свою сучасну назву у 1964 році.

## Відомі випускники
- Теодор Шульц — лауреат Нобелівської премії з економіки 1979 року
- Том Дешл — політик-демократ
- Майк Раундз — політик-республіканець
- Джин Амдал — науковець